# Государственный комитет по плановому деторождению
Государственный комитет по плановому деторождению КНР (кит. упр. 国家人口和计划生育委员会, пиньинь Guójiā Rénkǒu Hé Jìhuà Shēngyù Wěiyuánhuì) — орган исполнительной власти Китая, ответственный за проведение национальной демографической политики с 1980-х до 2010-х гг., в частности, реализации установки «одна семья - один ребёнок».
Был создан в 1981 году, в 2003 году переименован в Государственный комитет по народонаселению и плановому деторождению. В марте 2013 года, на 1-й сессии Всекитайского собрания народных представителей 12-го созыва был объединён с министерством здравоохранения в Государственный комитет по делам здравоохранения и планового деторождения.
Комитетом руководил министр, у которого было четыре заместителя.

## Руководители
| № | Министр              | Вступление в должность | Уход с должности |
| - | -------------------- | ---------------------- | ---------------- |
| 1 | Чэнь Мухуа           | март 1981              | апрель 1982      |
| 2 | Цянь Синьчжун        | апрель 1982            | декабрь 1983     |
| 3 | Ван Вэй (王伟)       | декабрь 1983           | январь 1988      |
| 4 | Пэн Пэйюнь           | январь 1988            | март 1998        |
| 5 | Чжан Вэйцин (张维庆) | март 1998              | март 2008        |
| 6 | Ли Бинь              | март 2008              | декабрь 2011     |
| 7 | Ван Ся (王俠)        | декабрь 2011           | 16 марта 2013    |